# 58163 Minnesang
58163 Minnesang este un asteroid din centura principală de asteroizi.

## Descriere
58163 Minnesang este un asteroid din centura principală de asteroizi. A fost descoperit pe 23 octombrie 1989 la Tautenburg de Freimut Börngen. Asteroidul prezintă o orbită caracterizată de o semiaxă mare de 2,42 ua, o excentricitate de 0,14 și o înclinație de 1,1° în raport cu ecliptica.